# Remember the Name
«Remember the Name» — третий сингл сольного проекта Майка Шиноды Fort Minor из альбома The Rising Tied, записанный совместно с рэп-группой Styles of Beyond.

## Структура песни
Песня исполнена Майком Шинодой и его друзьями из Styles of Beyond. Стихи написаны от третьего лица, каждый исполнитель говорит о себе с точки зрения постороннего человека.

## Появление в средствах массовой информации
Песня быстро стала одним из самых популярных спортивных гимнов, песня играла на многих стадионах и аренах на всей территории Соединенных Штатов. В НБА использовали «Remember the Name» в качестве музыкальной заставки для плей-офф НБА 2006 и 2007, а также на драфте НБА 2008 года.
Песня также вошла в саундтрек игры NBA Live 06 и присутствовала в телевизионной рекламе церемонии «Грэмми» в 2008 году.
Комитет Пекинской Олимпиады использовала песню «Remember the Name» для нескольких роликов, которые транслировались в Китае и Гонконге во время Олимпийских игр в Пекине.
«Remember the Name» использовалась Sky Sports для рекламы US Open 2009.
Песня использовалась в качестве саундтрека к трейлеру фильма 2010 года «Каратэ-пацан».
С 2020 года «Remember the Name» используется как саундтрек  телевизионной версии проекта «Импровизация. Команды» канала ТНТ.

## Музыкальное видео
- В музыкальном клипе присутствуют Бред Делсон, Роб Бурдон, Честер Беннингтон и Дэвид Фаррелл из группы Linkin Park, а также Холли Брук и The X-Ecutioners. Фаррелл и Бурдон играют на музыкальных инструментах на сцене, Делсона можно увидеть во время рэпа у стойки бара, а Беннингтона, когда он играет в одну из аркадных игр и пожимает руку Шиноды.
- Участники Styles of Beyond носят официальные рубашки Jay-Z.
- Существует две версии клипа на эту песню. Вторая версия (или Highlight Reel) состоит из различных экстремальных роликов, присланных фанатами группе вперемежку с постановочными кадрами из студии.

## Цензура
Песня содержит ненормативную лексику, в результате чего была создана другая версия. В цензурованной версии слова Шиноды были заменены на другие, однако «мат» в тексте Styles of Beyond был просто вырезан. Данная версия песни вошла в цензурованную версию альбома The Rising Tied.

## Позиции в чарте
| Чарт                           | Позиция |
| ------------------------------ | ------- |
| Billboard Hot 100              | 48      |
| Billboard Top 40 Mainstream    | 38      |
| Billboard Pop 100              | 42      |
| Bubbling Under Hot 100 Singles | 2       |
| Hot Digital Songs              | 30      |